# Kemijoki
Il Kemijoki (in svedeseː Kemi älv), con i suoi 550 km di lunghezza, è il fiume più lungo della Finlandia. Passando attraverso le città di Kemijärvi e Rovaniemi, sfocia nel Golfo di Botnia nei pressi di Kemi. Il bacino del Kemijoki interessa una grande parte della Finlandia settentrionale, e si estende fino ai confini con la Norvegia e la Russia. L'ampiezza del bacino è di 51.000 km². La portata del fiume alla foce è di circa 556 m³ al secondo.
Gli affluenti del Kemijoki sono l'Ounasjoki, che si immette nel Kemijoki a Rovaniemi e il Kitinen, che si immette nel Kemijoki a Pelkosenniemi, il Vuotos e il Tenniöjoki.
Gli affluenti del Kitinen (230 km) sono il Luiro, il Sattanen ed il Jeesiöjoki. Nel corso superiore del Kitinen c'è il lago artificiale e la centrale idroelettrica di Porttipahta. Il Luiro (230 km) inizia dal lago Luirojärvi nei pressi di Saariselkä e scorre attraverso il lago artificiale di Lokan verso il Kitinen. L'Ounasjoki (280 km), che si origina come emissario del lago Ounasjärvi nei pressi di Enontekiön è stato calmato nel 1983, e non vi sono state costruite centrali elettriche.
Il Tenniöjoki (126 km) inizia in territorio russo e, passando attraverso Salla affluisce nel Kemijoki a Savukoski. Al punto di affluenza tra il Kemijoki e il Vuotosjoki era stata progettato un bacino artificiale, ma il progetto venne abbandonato 1982 come risultato di un'attività cittadina. Il Governo della Finlandia ha tentato di nuovo nel 1992 di portare avanti il progetto per la costruzione del bacino di Vuotos. La corte per i diritti idrici dette il permesso alla costruzione del bacino e della centrale idroelettrica il 29 febbraio 2000 dopo una denuncia. La corte di diritto amministrativo di Vaasa rovesciò il 14 giugno 2001 la decisione della corte per i diritti idrici e annullò il permesso. La corte suprema di diritto amministrativo prese il 18 dicembre 2002 la decisione finale di negare i permessi per la costruzione del bacino.
La prima centrale idroelettrica venne costruita sul Kemijoki nel 1946 a Isohaaraan. In totale sul Kemijoki e sul suo bacino sono state costruite 15 centrali idroelettriche. La produzione di energia elettrica tramite le acque del Kemijoki è stata nel 2003 di 4,3 TWh, che corrispondono a circa il 34,5% della produzione finlandese di energia elettrica.
Prima della costruzione delle centrali idroelettriche il Kemijoki era uno tra fiumi europei con la più grande popolazione di salmoni. La quantità di pesce pescato al tempo era annualmente di più di 160 tonnellate. La pesca al salmone venne successivamente interrotta nella parte inferiore del fiume, ma tuttora vi è un'attiva pesca nella parte superiore.